# Meteorium humile
Meteorium humile là một loài Rêu trong họ Meteoriaceae. Loài này được (Lindb.) Mitt. miêu tả khoa học đầu tiên năm 1891.